# Shakhovite
La shakhovite è un minerale.